# Jaroslav Jiřík
Jaroslav Jiřík, född 10 december 1939 i Vojnův Městec, Vysočina, död 11 juli 2011 nära Brno, var en tjeckoslovakisk professionell ishockeyspelare. Jiřík blev säsongen 1969-1970 den första spelaren från ett öststatsland att spela en match i NHL.
Jiřík inledde sin ishockeykarriär i slutet på 1950-talet i den tjeckoslovakiska förstaligan. Redan under sin tredje säsong i ligan gjorde han 28 mål på 32 matcher. Han fortsatte att vara en pålitlig målskytt och innan han flyttade till NHL hade han gjort fler än 20 mål fem gånger. Inför säsongen 1969-1970 skrev NHL-klubben St. Louis Blues kontrakt med tre tjeckoslovakiska spelare men Jiřík var den enda av de tre som fick tillåtelse av den tjeckoslovakiska regeringen att flytta till USA. Det blev bara tre matcher i NHL, resten av säsongen tillbringade Jiřík i farmarlaget. Inför säsongen 1970-1971 erbjöds han fortsatt spel i Blues men valde istället att återvända till Tjeckoslovakien. Han spelade 17 säsonger i den tjeckoslovakiska ligan, 12 av dessa med laget ZKL Brno, och gjorde 300 mål på 450 matcher.
Förutom klubblagshockey spelade Jiřík 134 landskamper och gjorde 83 mål för det tjeckoslovakiska landslaget. Hans största meriter från landslaget var en silvermedalj från OS 1968 och en bronsmedalj från OS 1964.
Efter sin spelarkarriär fortsatte Jiřík inom ishockeyn som tränare för klubblag i Tjeckien och Tyskland och som förbundskapten för det schweiziska landslaget. Han avled den 11 juli 2011 då hans flygplan havererade vid Brno i Tjeckien.